# Hitoshi Matsumoto
Hitoshi Matsumoto (松本人志, Matsumoto Hitoshi), né le 8 septembre 1963 à Amagasaki au Japon, surnommé Matchan (まっちゃん), est un humoriste japonais, également acteur, réalisateur, écrivain et animateur de télévision.

## Biographie
Il est le membre boke (comique) du populaire duo owarai Downtown créé en 1982, aux côtés de Masatoshi Hamada. Il coanime avec lui de nombreuses émissions de télévision, dont les populaires Hey! Hey! Hey! Music Champ, Downtown no Gaki no Tsukai ya Arahende!! et Downtown DX (Deluxe), et enregistre plusieurs disques avec lui.
Il mène des activités artistiques parallèles en solo, sortant notamment de nombreux livres. Il écrit, réalise et interprète en 2007 le film Dai Nippon-jin, qui sort aux États-Unis en 2009, suivi de Symbol en 2009, puis Saya Zamuraï en 2012.

## Filmographie

### Courts métrages
- 1993 : Tōzu (頭頭?)
- 1995 : Sundome Kaikyō (寸止め海峡?)
- 2001 : Sasuke (佐助?)
- 2003 : Visualbum (ビジュアルバム, Bijuarubamu?)

### Longs métrages

#### Réalisation
- 2007 : Big Man Japan (大日本人, Dai Nippon-jin?)
- 2009 : Symbol (しんぼる, Shinboru?)
- 2012 : Saya Zamuraï (さや侍, Saya zamurai?, Le Samouraï sans épée)
- 2013 : R100 (あーるひゃく, Āru hyaku?)

#### Acteur
- 2007 : Big Man Japan (大日本人, Dai Nippon-jin?)
- 2009 : Symbol (しんぼる, Shinboru?)
- 2013 : R100 (あーるひゃく, Āru hyaku?)

## Télévision et radio
- Gottsu ee kanji (ごっつええ感じ?), 1991-1997
- Hitori gottsu (一人ごっつ?), 1996-1997
- Densetsu no kyōshi (伝説の教師?), 2000
- Hōsō-shitsu (放送室?), 2001-2009
- Ippon Grand Prix (IPPONグランプリ?), depuis 2009